# Ryan Donahue
(en) Statistiques sur pro-football-reference
Ryan Donahue (né le 17 mars 1988 à Evergreen Park) est un joueur américain de football américain. Il joue actuellement avec les Lions de Detroit.

## Carrière

### Université
Donahue étudie à l'université de l'Iowa où il joue avec l'équipe de football américain des Hawkeyes.

### Professionnel
Ryan Donahue n'est sélectionné par aucune équipe lors du draft de la NFL de 2011. Il signe peu de temps après comme agent libre non-drafté avec les Lions de Detroit et est désigné punter titulaire lors de l'ouverture de la saison 2011.